# Take It Back
«Take It Back» (с англ. — «Забери это обратно») — песня группы Pink Floyd из альбома The Division Bell. Также была выпущена в виде сингла.
Концертная версия песни появилась на видеоверсии концерта Pink Floyd P*U*L*S*E в 1995 году.

## Список композиций
7" и CD версия:
1. «Take It Back» — 6:15
2. «Astronomy Domine» (Live) — 4:48

Другие версии CD:
1. «Take It Back» — 6:15
2. «Astronomy Domine» (Live) — 4:48
3. «Take It Back» (Edit) — 4:54

## Участники записи
- Дэвид Гилмор — гитара, вокал
- Ричард Райт — клавишные
- Ник Мейсон — барабаны и перкуссия
- Тим Ренвик — дополнительные гитары
- Джон Карин — программирование
- Гай Пратт — бас
- Сэм Браун, Дурга Макбрум, Кэрол Кеньон, Клаудия Фонтейн — бэк-вокал

## Чарты
| Страна         | Пиковая позиция |
| -------------- | --------------- |
| Франция        | 50              |
| Новая Зеландия | 7               |
| Нидерланды     | 23              |
| США            | 73              |